# Vigilius
Vigilius, född i Rom, var påve från 29 mars 537 till sin död den 7 juni 555 i Syrakusa på Sicilien.

## Biografi
Vigilius tillhörde en välbeställd romersk släkt. Fadern Johannes uppges i Liber pontificalis ha varit konsul, och brodern Reparatus var enligt Prokopius senator. År 531 var Vigilius diakon i kyrkan. Påven Bonifatius II utsåg Vigilius till sin efterträdare i ett dekret som han offentliggjorde i Peterskyrkan, men motståndet bland prästerskapet blev så starkt att han var tvungen att låta bränna upp dekretet. I stället utsågs Agapetus I, som i sin tur utsåg Vigilius till påvlig representant i Konstantinopel. Där inlät Vigilius sig i intriger med kejsarinnan Theodora, och utlovades Heliga stolen och pengar i utbyte mot att erkänna monofysitismen. Agapetus avled 536 varmed Vigilius reste tillbaka till Rom, med ett brev från kejsarens hov, men innan han hunnit fram hade Silverius hunnit väljas till påve med goternas hjälp. Den bysantinske härföraren Belisarius hjälpte Vigilius av avsätta Silverius, och Vigelius valdes till ny påve  29 mars 537. Silverius avled strax därefter.
Väl påve svek Viglius löftet till kejsarinnan om monofysitismen. I Bysantinska riket hade då konflikter börjat blossa upp om Origenes läror. Detta ledde till att kejsaren fördömde tre kapitel från första konciliet i Konstantinopel, vilket de orientaliska patriarkerna ställde sig bakom, men inte västkyrkan.
I november 545 kom ett kejserligt sändebud och förde Vigilius till Konstantinopel. Han kvarblev där ända till våren år 555, men avled under återresan i Syrakusa.